# Clelia Matania
Pour les articles homonymes, voir Matania.
Clelia Matania, née le 18 septembre 1918 à Londres en Angleterre et morte le 13 octobre 1981 à Rome dans la région du Latium, est une actrice italienne.

## Biographie
Clelia Matania naît à Londres en 1918. D'origine napolitaine, son père est le peintre italien Fortunino Matania, fils d'Edoardo Matania ; Alberto Della Valle est son oncle. Elle suit les cours de la Royal Academy of Dramatic Art et obtient son premier rôle au cinéma dans le film Melody of My Heart de Wilfred Noy en 1936.
Elle part ensuite en Italie poursuivre sa carrière au cinéma. Elle apparaît également dans plusieurs revues théâtrales au cours des années 1940 et 1950, notamment dans la compagnie d'Anton Giulio Bragaglia. En 1961, elle joue dans la comédie musicale Enrico 61 des metteurs en scène Pietro Garinei et Sandro Giovannini avec Renato Rascel, Gloria Paul et Gianrico Tedeschi.
Au cinéma, sa carrière se compose principalement de seconds rôles. Elle est notamment connue en Italie pour ses rôles aux côtés de l'acteur comique Totò, comme dans la comédie Totò et les femmes (Totò e le donne) de Steno et Mario Monicelli où elle joue le rôle d'une serveuse. En 1954, elle prend part à la comédie dramatique La Pensionnaire (La Spiaggia) de Alberto Lattuada.
Parlant parfaitement anglais, elle joue dans de nombreuses productions étrangères tournées en Italie, comme le péplum Quo Vadis de Mervyn LeRoy, le film de guerre L'Adieu aux armes (A Farewell to Arms) de Charles Vidor ou la comédie dramatique Une histoire de Monte Carlo (The Monte Carlo Story) de Samuel A. Taylor. En 1971, dans le film policier Juste avant la nuit de Claude Chabrol, elle joue le rôle de la mère de Charles (Michel Bouquet). En 1973, elle incarne l'une des deux mystérieuses sœurs dans le film fantastique Ne vous retournez pas (Don't Look Now) de Nicolas Roeg. En 1975, elle interprète le personnage d'une voisine âgée dans le dernier film de René Clément, La Baby-sitter.
Elle a été mariée au peintre Guido Odierna. Elle décède à Rome à l'âge de 63 ans.

## Filmographie

### Au cinéma
- 1936 : Melody of My Heart de Wilfred Noy
- 1937 : Night Ride de John Paddy Carstairs
- 1938 : Partire d'Amleto Palermi
- 1938 : I figli del marchese Lucera d'Amleto Palermi
- 1938 : Inventiamo l'amore de Camillo Mastrocinque
- 1939 : Follie del secolo d'Amleto Palermi
- 1939 : Napoli che non muore d'Amleto Palermi
- 1939 : Papà per una notte de Mario Bonnard
- 1939 : Il socio invisibile de Roberto Roberti
- 1941 : Luna di miele de Giacomo Gentilomo
- 1941 : La compagnia della teppa de Corrado D'Errico
- 1941 : Primo amore de Carmine Gallone
- 1941 : La fuggitiva de Piero Ballerini
- 1942 : A che servono questi quattrini? d'Esodo Pratelli
- 1942 : Se io fossi onesto (it) de Carlo Ludovico Bragaglia
- 1942 : Casanova farebbe così! de Carlo Ludovico Bragaglia
- 1942 : Perdizione de Carlo Campogalliani
- 1943 : Sempre più difficile de Piero Ballerini et Renato Angiolillo
- 1943 : L'ippocampo de Gian Paolo Rosmino
- 1945 : Il ratto delle Sabine de Mario Bonnard
- 1946 : Il marito povero de Gaetano Amata
- 1946 : Addio, mia bella Napoli! de Mario Bonnard
- 1947 : L'isola del sogno de Ernesto Remani
- 1948 : 11 uomini e un pallone de Giorgio Simonelli
- 1949 : Tocsin (Campane a martello) de Luigi Zampa
- 1949 : Giudicatemi! de Giorgio Cristallini
- 1950 : La bisarca de Giorgio Simonelli
- 1950 : Angelo tra la folla de Leonardo De Mitri
- 1950 : Strano appuntamento de Dezsö Ákos Hamza
- 1951 : Quo Vadis de Mervyn LeRoy
- 1951 : Sette ore di guai de Vittorio Metz et Marcello Marchesi
- 1951 : Terre de violence (Amore e sangue) de Marino Girolami
- 1952 : I morti non pagano le tasse de Sergio Grieco
- 1952 : Totò et les femmes (Totò e le donne) de Steno et Mario Monicelli
- 1952 : L'enfant d'une autre (Cento piccole mamme) de Giulio Morelli
- 1953 : La cavallina storna de Giulio Morelli
- 1953 : L'uomo, la bestia e la virtù de Steno
- 1953 : Station Terminus (Stazione Termini) de Vittorio De Sica
- 1953 : Anni facili de Luigi Zampa
- 1954 : La Pensionnaire (La Spiaggia) de Alberto Lattuada
- 1954 : Le Carrousel fantastique (Carosello napoletano) d'Ettore Giannini
- 1954 : Les Enfants de la violence (Guai ai vinti) de Raffaello Matarazzo
- 1955 : Caroussel des variétés (Carosello del varietà) de Aldo Bonaldi et Aldo Quinti
- 1955 : Les Hussards d'Alex Joffé
- 1956 : Guerre et Paix (War and Peace) de King Vidor
- 1955 : I pinguini ci guardano de Guido Leoni
- 1956 : Mamma sconosciuta de Carlo Campogalliani
- 1956 : Scandale à Milan (Difendo il mio amore) de Giulio Macchi
- 1956 : Nos plus belles années (I giorni più belli) de Mario Mattoli
- 1956 : Moglie e buoi de Leonardo De Mitri
- 1956 : Cantando sotto le stelle de Marino Girolami
- 1956 : Roland, prince vaillant (Orlano e i paladini di Francia) de Pietro Francisci
- 1957 : L'Adieu aux armes (A Farewell to Arms) de Charles Vidor
- 1957 : Une histoire de Monte Carlo (The Monte Carlo Story) de Samuel A. Taylor
- 1958 : Anna de Brooklyn (Anna di Brooklyn) de Vittorio De Sica et Carlo Lastricati (it)
- 1958 : Les Sept collines de Rome (Arrivederci Roma) de Roy Rowland
- 1958 : Napoli sole mio de Giorgio Simonelli
- 1960 : Cinque ore in contanti de Mario Zampi
- 1960 : Rapina al quartiere ovest de Filippo Walter Ratti
- 1960 : Flagrant Délit (La Garçonnière) de Giuseppe De Santis
- 1961 : L'Épave (Il Relitto) de Michael Cacoyannis
- 1961 : Le Carabinier à cheval (Il carabiniere a cavallo) de Carlo Lizzani
- 1961 : Ave Maria (Pecado de amor) de Luis César Amadori
- 1961 : Nefertiti, reine du Nil (Nefertiti, regina del Nilo)
- 1962 : Il mio amore è scritto nel vento de Luis César Amadori
- 1962 : La Dernière Attaque (La guerra continua) de Leopoldo Savona
- 1962 : L'Arsenal de la peur (La Citta Prigionera) de Joseph Anthony
- 1965 : La Bataille de la Villa Fiorita (The Battle of the villa Fiorita) de Delmer Daves
- 1966 : Perdono d'Ettore Maria Fizzarotti
- 1966 : Nessuno mi può giudicare d'Ettore Maria Fizzarotti
- 1968 : Chimera d'Ettore Maria Fizzarotti
- 1969 : Barbagia de Carlo Lizzani
- 1969 : Le Secret de Santa Vittoria (The Secret of Santa Vittoria) de Stanley Kramer
- 1971 : Juste avant la nuit de Claude Chabrol
- 1973 : Ne vous retournez pas (Don't Look Now) de Nicolas Roeg
- 1973 : Bequest to the Nation de James Cellan Jones
- 1974 : La bambina (Le farò da padre) d'Alberto Lattuada
- 1975 : La Baby-sitter de René Clément
- 1975 : Vergine, e di nome Maria de Sergio Nasca
- 1976 : L'Italia s'è rotta de Steno
- 1981 : Bim bum bam d'Aurelio Chiesa

### À la télévision

#### Téléfilms
- 1962 : Escapade in Florence de Steve Previn
- 1977 : Il nero muove de Gianni Serra

#### Séries télévisées
- 1966 : Les Enquêtes du commissaire Maigret (version italienne, épisode L'Ombra chinese)
- 1967 : ITV Playhouse : saison un, épisode The Confession
- 1968 : Il Circolo Pickwick
- 1970 : Signore e signora
- 1970 : La Carretta Dei Comici
- 1978 : Le Retour du Saint (Return of the Saint) : saison un, épisode Le Village perdu (The Village that Sold Its Soul)
- 1981 : La Medea di Porta Medina

## Source
- Roberto Poppi et Enrico Lancia, Le attrici, Rome, Gremesse, 2003 (ISBN 88-8440-214-X), p. 232-233.